# 6300 Hosamu
A 6300 Hosamu (ideiglenes jelöléssel 1988 YB) egy kisbolygó a Naprendszerben. Tsutomu Hioki és Nobuhiro Kawasato fedezte fel 1988. december 30-án.